# Teatr rzymski w Maladze
Teatr rzymski w Maladze – zabytkowy teatr z okresu rzymskiego znajdujący się w andaluzyjskiej Maladze. Jeden z ważniejszych obiektów archeologicznych regionu, będący popularną atrakcją turystyczną.

## Historia
Teatr rzymski w Maladze datowany jest na I wiek naszej ery, co czyni go jednym z najstarszych zabytków tego typu na terenie Hiszpanii. Został zbudowany w okresie panowania rzymskiego, gdy miasto nosiło nazwę Malaca i było częścią prowincji Betica. Teatr służył jako miejsce rozrywki i kulturowych wydarzeń społeczności rzymskiej zamieszkującej ówczesne tereny Malagi. Znaczący spadek jego aktywności nastał pod koniec II wieku n.e. Ostateczne zaprzestanie użytkowania obiektu datowane jest na nieokreślony okres III wieku n.e. Od V wieku n.e. obszar teatru rzymskiego w Maladze pełnił funkcję nekropolii. Podczas współcześnie prowadzonych prac archeologicznych odnaleziono liczne grobowce.
Po upadku cesarstwa rzymskiego teatr popadał w ruinę. W czasach panowania arabskiego Maurowie zamienili go w kamieniołom, z którego brali materiał do budowy innych obiektów, w tym Alcazaby. Później jego pozostałości były stopniowo zabudowywane przez kolejne pokolenia i w końcu został zapomniany. W czerwcu 1951 roku, podczas prac archeologicznych w rejonie głównego wejścia do budynku, przypadkowo odkryto monumentalną strukturę, którą początkowo uważano za jedną z bram rzymskiego muru obronnego. Jednak po częściowym zidentyfikowaniu stopni umieszczonych za łukiem potwierdzono, że odkryty obiekt to teatr rzymski. Teatr został poddany rekonstrukcji, aby przywrócić mu jego pierwotny wygląd.

## Architektura
Teatr rzymski w Maladze jest przykładem klasycznego teatru rzymskiego zbudowanego według standardowych wzorców architektonicznych tego czasu. Posiadał on formę półkolistej budowli, z układem kolumn wspierających podzieloną na sektory widownię (cavea), której schody umożliwiały dostęp do poszczególnych rzędów. Scena teatru była często ozdobiona marmurowymi kolumnami i posągami, co nadawało jej monumentalny charakter. W Teatrze Rzymskim w Maladze odkryto również aditus maximus, stanowiący wejście prowadzące do obszaru widowni.

## Znaczenie
Teatr rzymski w Maladze stanowi ważne świadectwo obecności i wpływu kultury rzymskiej na tereny dzisiejszej Hiszpanii. Jest również istotnym elementem dziedzictwa kulturowego miasta Malaga oraz całego regionu Andaluzji. Jako atrakcja turystyczna przyciąga licznych zwiedzających zainteresowanych historią i architekturą starożytnego świata.